# Montargil
Montargil es una freguesia portuguesa del concelho de Ponte de Sor, con 296,76 km² de superficie y 2.781 habitantes (2001). Su densidad de población es de 9,4 hab/km².
Fue villa y sede del municipio en el año 1855. El municipio estaba constituido únicamente por la freguesia de villa en los años 1801, tiene 790 habitantes y, en 1849, 1 940 habitantes. Paso en 1855 a integrar el municipio de Avis, siendo anexionada a Ponte de Sor en 1871.